# Поммери, Луиза
Луиза Поммери (фр. Louise Pommery, урождённая Jeanne Alexandrine Louise Mélin; 13 апреля 1819, Аннель — 18 марта 1890, Шиньи-ле-Роз) — французская предпринимательница, занимавшаяся виноделием и возглавлявшая винодельческий дом Pommery.

## Биография
Родилась 13 апреля 1819 года в Аннеле (Арденны).

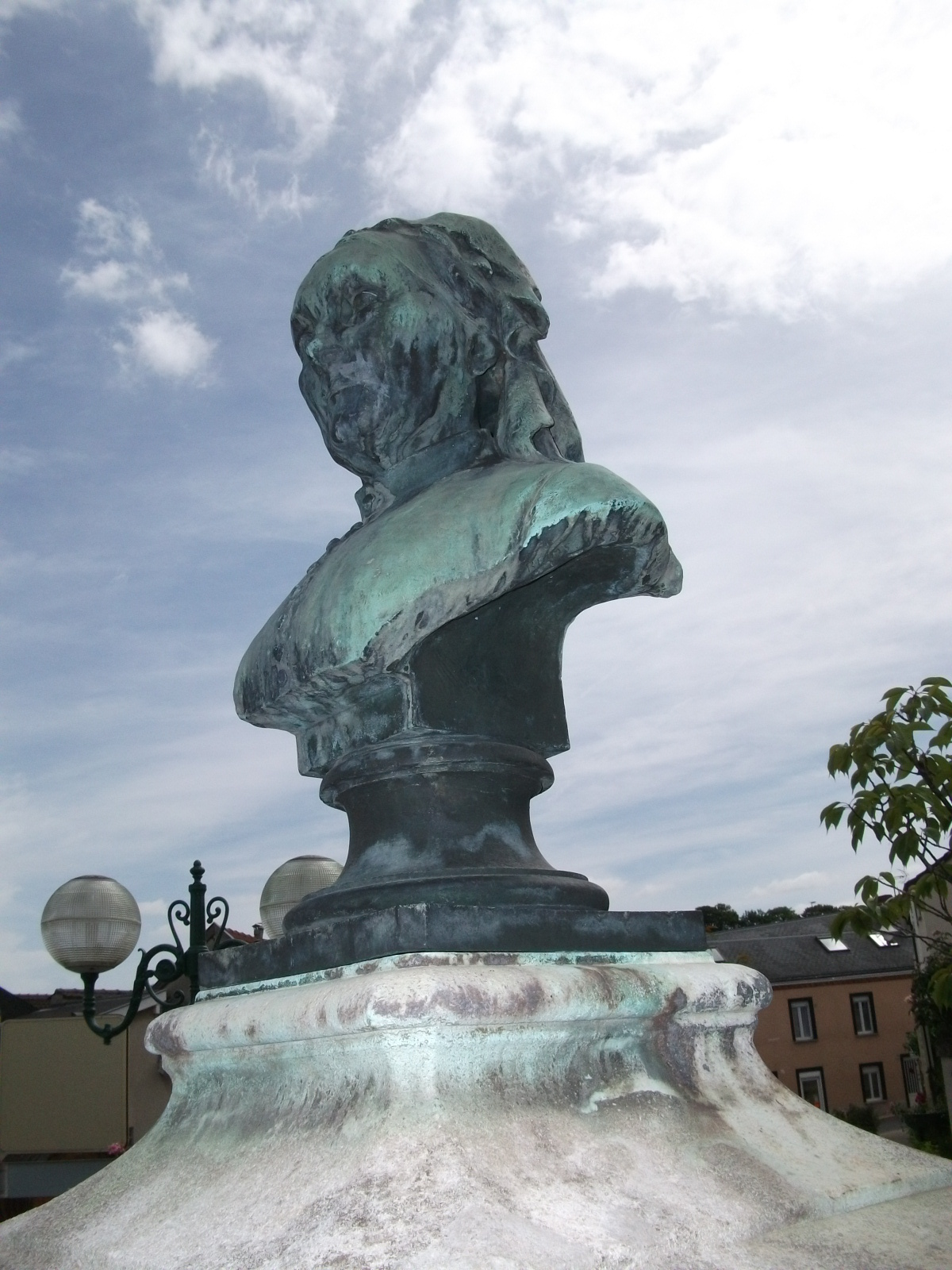
Памятник Луизе Поммери в городе Шиньи-ле-Роз

В 1839 году вышла замуж за Александра Поммери (Alexandre Louis Pommery, 1811—1858). После смерти мужа, в 1860 году она взяла на себя полный контроль над семейным бизнесом Поммери. Продав шерстяной бизнес, Луиза Поммери сконцентрировалась на винном — производстве шампанских вин. Она купила 120 известняковых выработок, так называемых меловых шахт, пробитых на глубине 12 метров под городом Реймсом римскими солдатами в эпоху оккупации Галлии. Эти уникальные винные погреба дали ей возможность хранить и выдерживать в стабильных температурных условиях (постоянные +10°C) более 20 миллионов бутылок шампанского. Множество других домов шампанских вин позже последовали её примеру.
Луиза Поммери стала одной из первых владельцев компаний во Франции, которая создала пенсионные и медицинские фонды для своих работников.
Умерла 18 марта 1890 года в департаменте Марна в городе Шиньи-ле-Роз и стала первой французской женщиной, удостоенной государственных похорон. Около 20 000 человек собрались на улицах Реймса, чтобы почтить её большой вклад в развитие города и шампанского. Была похоронена на Северном кладбище Реймса.